# Gauleiter
Gauleiter var en embedstitel i det tyske nationalsocialistiske parti NSDAP. En gauleiter var øverste embedsmand, personligt udpeget af Adolf Hitler, til at regere en Gau.